# Bogajo
Bogajo – gmina w Hiszpanii, w prowincji Salamanka, w Kastylii i León, o powierzchni 32,91 km². W 2011 roku gmina liczyła 150 mieszkańców.